# تیپ ۸۳۱ هوانوردی تاکتیکی
تیپ ۸۳۱ هوانوردی تاکتیکی (انگلیسی: 831st Tactical Aviation Brigade) یگان تاکتیکی پشتیبانی و رزم هوایی زیرمجموعه نیروی هوایی اوکراین است، که در سال ۱۹۴۱ تأسیس شد.
این واحد، زیرمجموعه‌ای از نیروی هوایی اوکراین است که در پایگاه هوایی میرهورود، استان پولتاوا مستقر است و هواپیماهای سوخو-۲۷ و آئرو ال-۳۹ام۱ را در اختیار دارد.